# 早稲田大学高等学院生殺人事件
早稲田大学高等学院生殺人事件（わせだだいがくこうとうがくいんせいさつじんじけん）とは、1979年（昭和54年）1月14日に東京都世田谷区在住の早稲田大学高等学院1年生が祖母を刺殺した家庭内殺人事件。
犯人がエリート一家に育ち、マスコミ宛に殺人計画のシナリオや大衆を憎む遺書や録音テープなどを残して自殺したことで話題になった。

## 概要
1979年（昭和54年）1月14日正午ごろ、東京都世田谷区の自宅で高校1年生の少年が、金槌、ナイフ、錐などで祖母を殺害した。殺害後に犯人は逃走して、殺害現場から2キロメートルほど離れたビルから飛び降りて自殺した。犯人の部屋には朝日新聞、毎日新聞、読売新聞にあてた遺書が残されていた。
残された遺書は、量的には大学ノート40ページ、400字詰め原稿用紙に換算すれば94枚ほどであり、6章で構成されていた。遺書の約7割は大衆・劣等生のいやらしさと祖母に関する事柄で占められていた。また、1977年の開成高校生殺人事件（親が子を殺害）や若者の自殺などについても触れられていた。
犯人は幼少時より、同年代が集まる場で馴染めずに孤立しがちであった。そして小学校の道徳の時間には、質問に対して模範的な回答ではなく偽悪的な回答を、それに憧れたように他の級友と共に回答していた。このようになったのは勉強ができるということだけを、人間の価値を図る基準としていたためであると見られた。
犯人の母親はよく言われる教育ママではなく、それとは反対に自分のやりたいことをやることを願っていた。だが祖父と父親は大学教授であり、子供も同じようになるべきであるという空気が家庭にはあった。そして祖母が、犯人に対しては祖父のような人物となることを望み、祖母が全てをこの一つの理想の価値にするための手段としていた。犯人は両親と妹と共に数年前から、母方祖父母が同居用に建て直した家で暮らしていたが、事件の1年ほど前に両親が離婚し、父親は家を去っていた。

## 遺留品
朝日、毎日、読売新聞の三紙に宛てた大学ノート40ページ分（400字詰め原稿用紙約100枚相当）の遺書があり、「大衆・劣等生のいやらしさ」「祖母」「母」「最近ふえはじめた青少年の自殺について」などと題された7章で構成されていた。そのほかに犯行の動機と計画を語った録音テープ、実行のためのシナリオなどが遺されていた。それらによると祖母だけでなく、家族皆殺しのあと、億単位となる通帳や証券を焼き捨て、その後家を出て行きずりの「大衆」を無差別に殺して「ざまあみろ」と書かれたビラを撒き、この大量殺人を道連れに自殺する、とあった。

## 事件後
遺書に犯人が愛読していた筒井康隆を思わせるくだりがあり、事件一か月前に完結した筒井の小説『大いなる助走』が影響を与えたのではないかと当時話題になり、1979年の『現代思想』での対談で、筒井自身が「ぼくははっきり自分の影響だと思ってます」「文学は社会にとっての毒である」と述べた。事件後に刊行された筒井の『宇宙衛生博覧会』（1979年）の帯には、「18歳未満お断り!我慢できずに読んでしまった人へ。人殺しだけは絶対にしないでください。あとでこの本のせいにされても責任はもちかねます」と書かれた。
また、犯人の母親で被害者の娘であるシナリオライターの朝倉千筆はこの体験に基づき、朝倉和泉名義で『還らぬ息子 泉へ』（中央公論社、1980年）『死にたいあなたへ』（中央公論社、1981年）を上梓した。